# Donax
Pour les articles homonymes, voir Blanchette.
Genre
Donax est un genre de mollusques bivalves, aussi appelés flions, haricots de mer, tellines ou blanchettes.

## Liste des espèces
N.B. : cette liste est probablement incomplète.
- Donax californicus Conrad, 1837.
- Donax carinatus Hanley, 1843.
- Donax cuneatus Linné, 1758.
- Donax denticulatus Linnaeus, 1758.
- Donax dentifer Hanley, 1843.
- Donax faba (Gmelin, 1791).
- Donax fossor Say, 1822.
- Donax gouldii Dall, 1921.
- Donax hanleyanus (Philippi, 1842).
- Donax madagascariensis Wood, 1828.
- Donax oweni Hanley, 1844.
- Donax pallidus Gould, 1850.
- Donax peruvianus Deshayes, 1855.
- Donax punctatostriatus Hanley, 1843.
- Donax roemeri Philippi, 1849.
- Donax rugosus Linnaeus, 1758.
- Donax striatus Linnaeus, 1767.
- Donax texasianus Philippi, 1847.
- Donax trunculus Linnaeus, 1758.
- Donax variabilis Say, 1822.
- Donax variegatus (Gmelin, 1791).
- Donax venustus Poli, 1795.
- Donax vittatus (da Costa, 1778).